# منظمة الأغلبية الأخلاقية

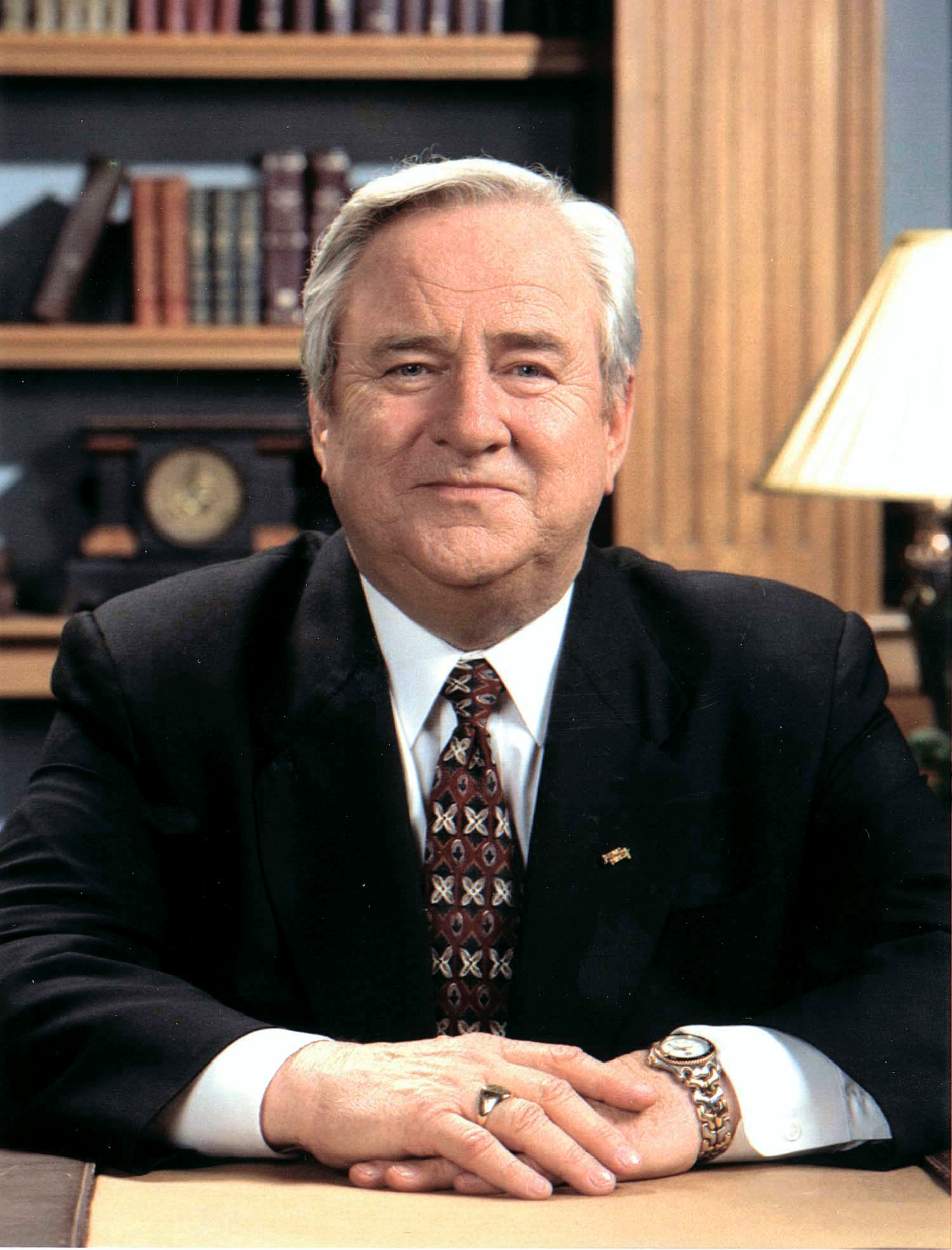

منظمة الأغلبية الأخلاقية (بالإنجليزية: Moral Majority)‏ هي منظمة أمريكية أسسها القس جيري فالويل سنة 1979 وهي ذات توجه ديني سياسي، لها برنامج ساعي إذاعي يومي يستمر لاعة كاملة،
واسمه ساعة الإنجيل تبثه ستمائة محطة في أنحاء العالم، ولها مجلة دورية بعنوان (صوت المسيحية)، وينظم فالويل من خلال منظمته رحلات دورية
إلى الأراضي المقدسة، ويضم أبرز جوانب الرحلة زيارات لوادي مجدو، ومواقع توراتية أخرى، ويحظى فالويل بأكبر قدر من الإعجاب خارج الكونغرس،
يليه ريجان، بموجب الاستفتاء الرسمي الذي أجرته موسسة كونزر فاتيف دايجست، وهو الصديق الشخصي لبيجن وشامير، ومن أقواله : (إن هذه
الأمة الصغيرة - يعني إسرائيل - سوف يهاجمها أعدائها مرة أخرى بقيادة الجيوش الروسية وحلفائها العرب، لكن كما تنبأ خزقيال، فإن الروس سوف يهزمون وسوف تنقذ يد الله إسرائيل مرة أخرى.

## أهداف المنظمة
تهدف المنظمة بشكل أساسي إلى تشجيع انتخاب المحافظين، وحظر الإجهاض وإعادة الصلوات المسيحية إلى المدارس الأمريكية.

## مواضيع ذات صلة
- الصهيونية المسيحية